# Галлинг, Андрей Карлович
Андрей Карлович Галлинг (1893—1938) — комбриг Рабоче-крестьянской Красной Армии, участник Гражданской войны, дважды Краснознамёнец (1923, 1923).

## Биография
Андрей Галлинг родился в 1893 году. Служил в царской армии, дослужился до звания штабс-капитана. После Октябрьской Революции пошёл на службу в Рабоче-крестьянскую Красную Армию. Участвовал в боях Гражданской войны, будучи командиром 62-й стрелковой бригады. Неоднократно отличался в боях.
Приказом Революционного Военного Совета Республики № 180 в 1923 году командир бригады Андрей Карлович Галлинг был награждён первым орденом Красного Знамени РСФСР.
Приказом Революционного Военного Совета Республики № 201 в 1923 году командир бригады Андрей Карлович Галлинг вторично был награждён орденом Красного Знамени РСФСР.
После окончания Гражданской войны Галлинг продолжил службу в Рабоче-крестьянской Красной Армии, командовал полком, был заместителем командира дивизии. Окончил курсы усовершенствования начальствующего состава РККА, после чего командовал 8-й стрелковой дивизией, был помощником начальника курсов «Выстрел», заместителем председателя Центрального Совета Осоавиахима Украинской Советской Социалистической Республики. 26 декабря 1937 года Галлинг был арестован органами НКВД СССР. Проходил в сталинских списках от 12 сентября 1938 года по 1-й категории. 23 сентября 1938 года Военная коллегия Верховного Суда СССР приговорила бывшего комбрига Андрея Галлинга к высшей мере наказания — расстрелу. Приговор был приведён в исполнение.
Решением Военной коллегии Верховного Суда СССР от 9 июля 1957 года комбриг Андрей Карлович Галлинг посмертно реабилитирован.